# Bouveault-Blanc-reductie
De Bouveault-Blanc-reactie is een organische naamreactie die genoemd is naar de Franse chemici Louis Bouveault en Gustave Louis Blanc. In plaats van Bouveault-Blanc-reactie is ook de benaming Bouveault-Blanc-reductie gangbaar, die ook beter weergeeft om wat voor reactie het gaat. Bij de reactie wordt een ester omgezet tot twee verschillende alcoholen met elementair natrium in een alcohol.
Deze reductiereactie met natrium wordt op industriële schaal gebruikt voor de reductie van esters. Het grote voordeel voor industriële producties is dat niet het zeer dure lithiumaluminiumhydride gebruikt wordt als reductiemiddel, maar het veel goedkopere metallisch natrium.

## Reactiemechanisme
Metallisch natrium is een reductor die slechts één elektron afgeven kan. Voor de reductie van een ester zijn dus vier natriumatomen nodig om een ester volledig tot een alcohol om te zetten.
De protonen die hiervoor nodig zijn komen uit het gebruikte oplosmiddel, meestal ethanol, maar ook iso-propanol of n-propanol worden gebruikt.